# St-Barthélémy (Bénévent-l’Abbaye)

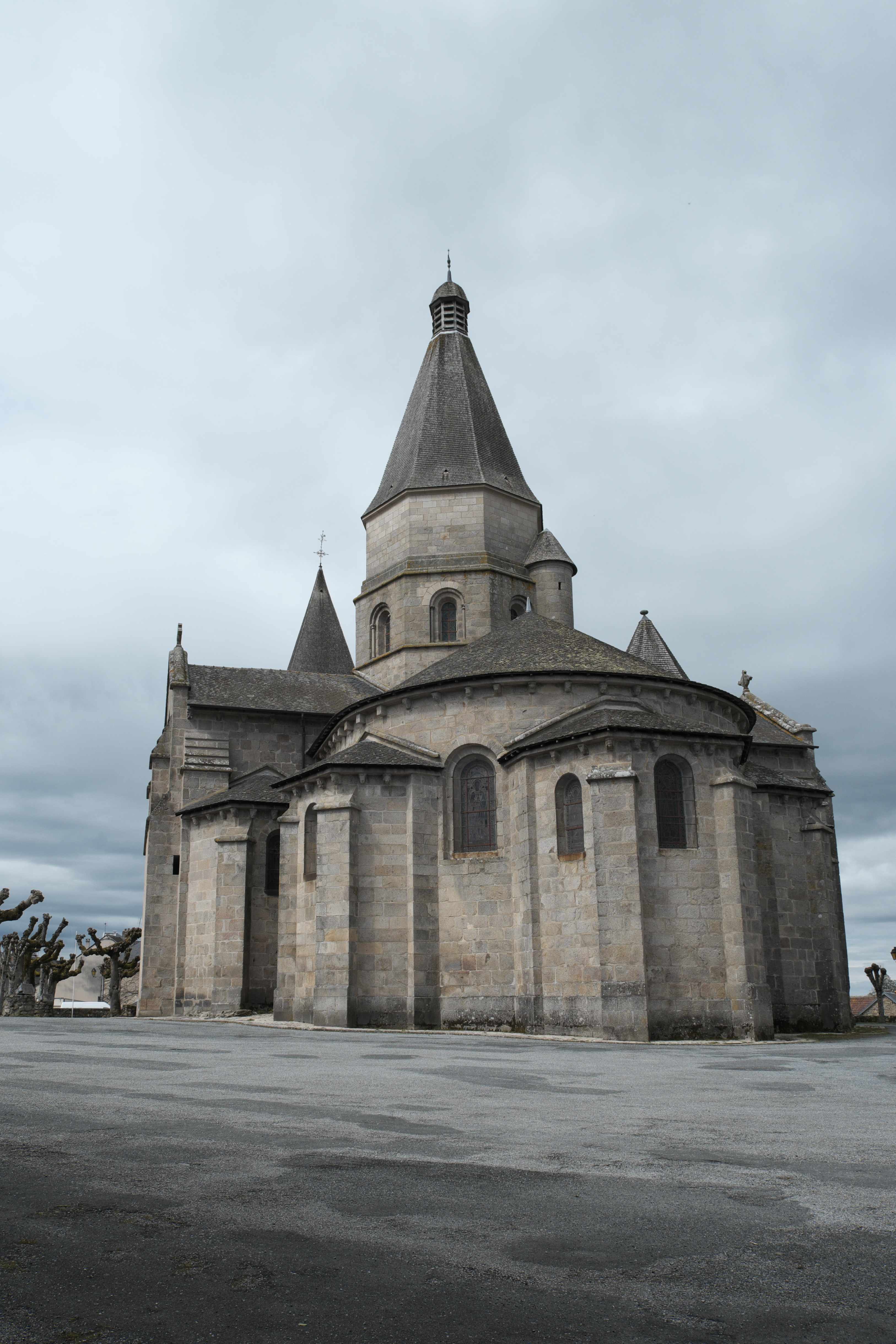
Ehemalige Abteikirche Saint-Barthélémy

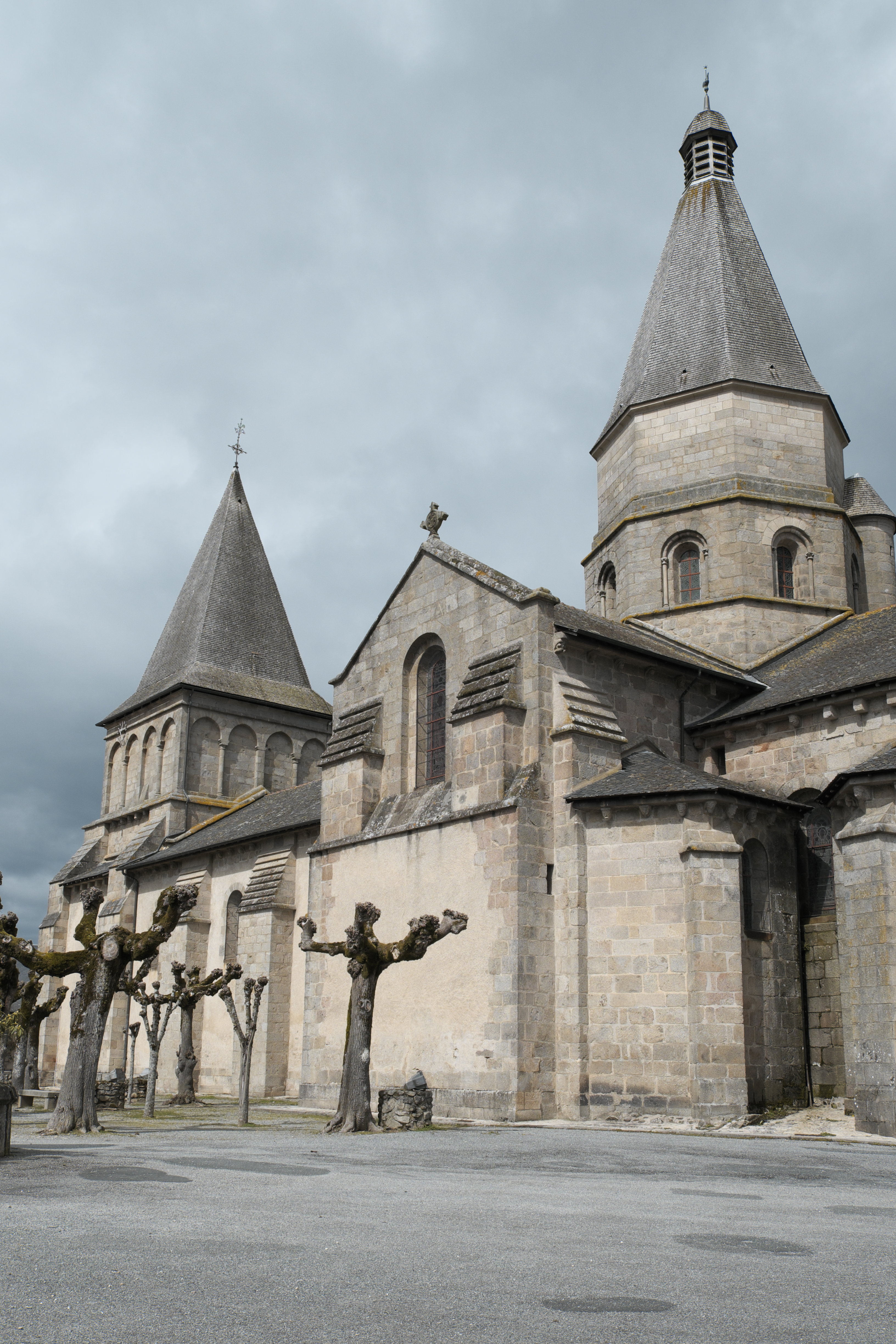
Ansicht von Süden

Die katholische Kirche Saint-Barthélémy in Bénévent-l’Abbaye, einer Gemeinde im Département Creuse in der französischen Region Nouvelle-Aquitaine, wurde in der zweiten Hälfte des 12. Jahrhunderts als Kirche eines Augustiner-Chorherrenstiftes errichtet. Der weitgehend original erhaltene Kirchenbau ist ein typisches Beispiel für die Architektur der Romanik im Limousin. Im Mittelalter war die Kirche, in der Reliquien des Apostels Bartholomäus verehrt wurden, ein bedeutendes Wallfahrtsziel. Im Jahr 1862 wurde die Kirche als Monument historique in die Liste der Baudenkmäler in Frankreich aufgenommen.

## Geschichte
Gegründet wurde das Kloster im 11. Jahrhundert von Dom Humbert (Aubert), einem Chorherren aus Limoges. Bereits im Jahr 1028 wurde an der Stelle der heutigen Kirche ein Vorgängerbau durch den Bischof von Limoges, Jourdain de Laron, geweiht. Wohl um diese Zeit erhielt die Kirche aus der italienischen Stadt Benevento Reliquien des Apostels Bartholomäus, wovon sich der Name des Ortes ableitet und worauf sich das Patrozinium der Kirche bezieht. Das Kopialbuch des Klosters erwähnt für das Jahr 1080 die Umwandlung in ein Regularkanonikerstift, dem 1082 bereits über 40 Kirchen unterstanden. Bénévent war außerdem eine Station am Jakobsweg, für die Pilger, die auf der Via Lemovicensis zum Grab des Apostels Jakobus in Santiago de Compostela pilgerten. Reliquien und Pilger brachten Wohlstand und um das Kloster entwickelte sich der Ort. Um 1150 wurde für die zunehmende Zahl der Pilger eine neue Kirche gebaut. Deren großzügige Spenden ermöglichten die Fertigstellung des imposanten Gebäudes in einer Bauphase von nur circa 20 Jahren, wodurch sich seine Einheitlichkeit begründet.
Im Jahr 1458 wurde das Kloster zur Abtei erhoben, deren Blütezeit allerdings mit dem 16. Jahrhundert zu Ende ging. Während der Hugenottenkriege musste die Abtei Plünderungen erleiden, im 17. Jahrhundert wurde sie einem Kommendatarabt unterstellt. Im Zuge der Französischen Revolution wurde die Abtei aufgehoben, ihre Güter wurden zum Nationaleigentum erklärt und an Privatleute verkauft.
Nach der Klassifizierung als Monument historique im Jahr 1862 erfolgte eine umfangreiche Restaurierung der Kirche unter der Leitung des Architekten Paul Abadie, der vor allem durch seinen Entwurf der Kirche Sacré-Cœur in Paris Berühmtheit erlangen sollte. Paul Abadie versuchte, den romanischen Bauzustand wiederherzustellen und Hinzufügungen im Stil der Gotik zu entfernen.

## Architektur

### Außenbau

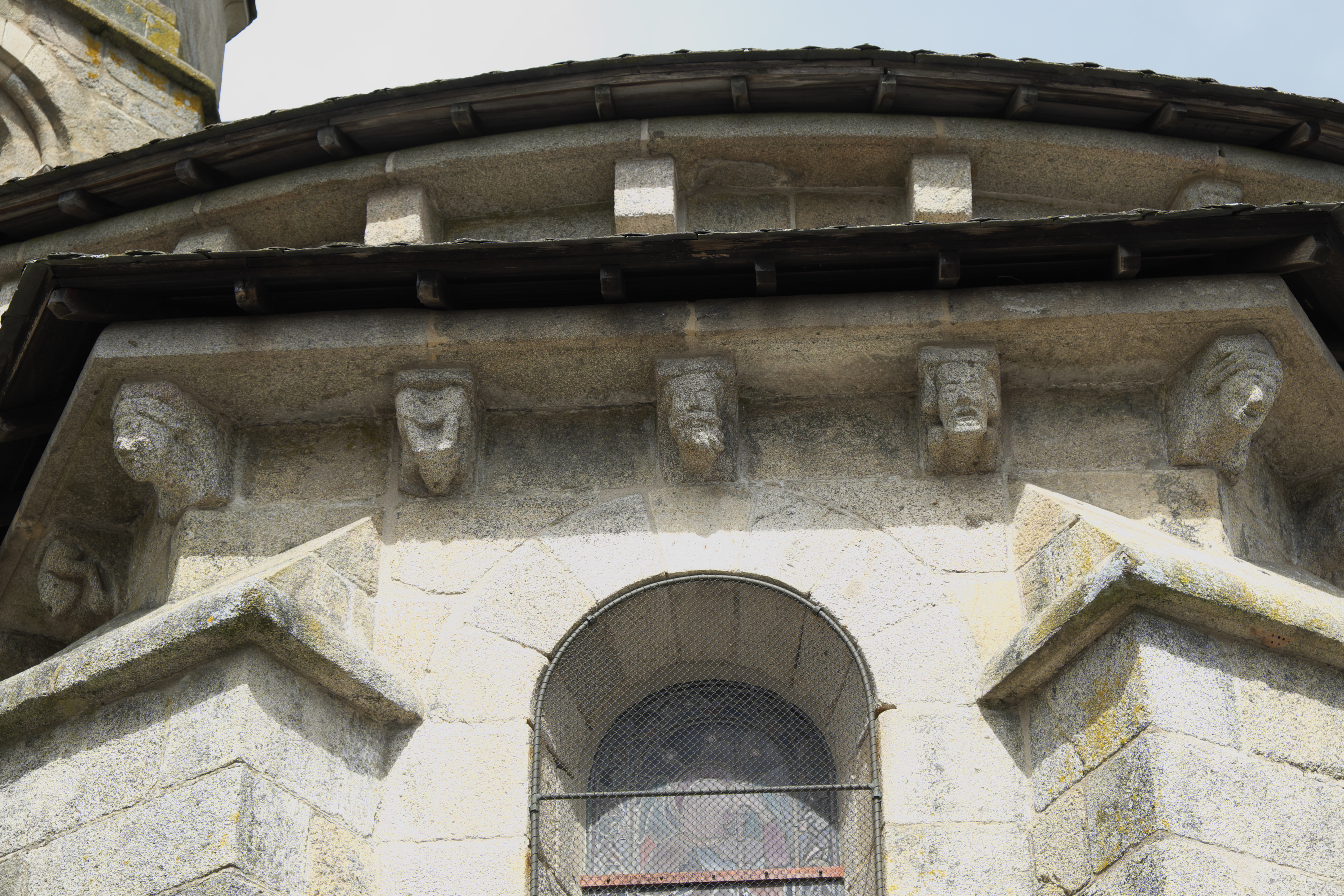
Kragsteine

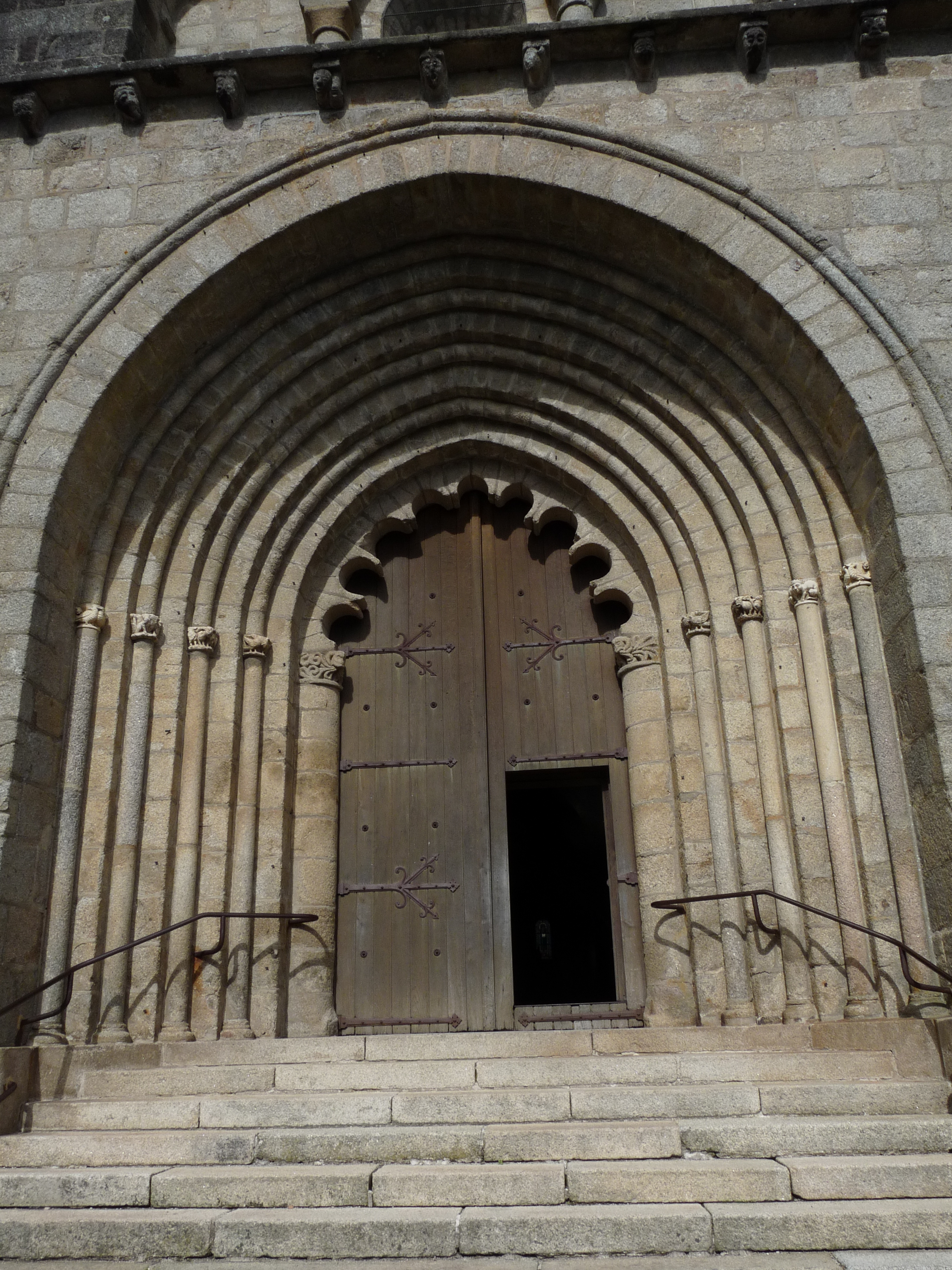
Portal

An der Westfassade erhebt sich der von massiven Strebepfeilern gestützte Glockenturm, in dessen Unterbau das Portal eingeschnitten ist. Das Portal wird von einem Zackenbogen und fünf leicht zugespitzten, konzentrischen Archivolten gerahmt. Die Archivolten ruhen auf schlanken, mit figürlichen Kapitellen verzierten Säulen. Der schmale Portalvorbau wird von einem Dach geschützt, das auf Kragsteinen ruht, die als Köpfe gestaltet sind. Auch unter dem Dachansatz des Langhauses und der Absiden verlaufen Steinplatten, die auf solchen skulptierten Sparrenköpfen aufliegen, von denen es insgesamt 145 gibt. Die Außenmauern werden durch flache Strebepfeiler verstärkt und sind von schmalen Fensteröffnungen durchbrochen. Der oktogonale Vierungsturm wurde in den 1870er Jahren von Paul Abadie erneuert und mit einer Laterne versehen.

### Innenraum
Die Vorhalle im Unterbau des Glockenturms wird von einer Kuppel überwölbt. Das Langhaus ist in fünf Joche gegliedert und wird von einer auf Gurtbögen aufliegenden Spitztonne gedeckt. Den seitlichen Pfeilern sind Halbsäulen vorgestellt. Die Pfeiler sind durchbrochen und bilden von Spitzbögen überwölbte Durchgänge. Vom Mittelschiff öffnen sich breite Arkaden zu sehr schmalen, von Quertonnen gedeckten Seitenschiffen. An die beiden Querhausarme schließen sich im Osten zwei fünfseitige Kapellen an. Die Vierung wird von einer 20 Meter hohen, von Fenstern durchbrochenen Kuppel bekrönt. Der einjochige Chor schließt mit einer halbrunden Apsis, hohe Arkaden öffnen sich zum Chorumgang, an den sich drei fünfseitige Kapellen anfügen.

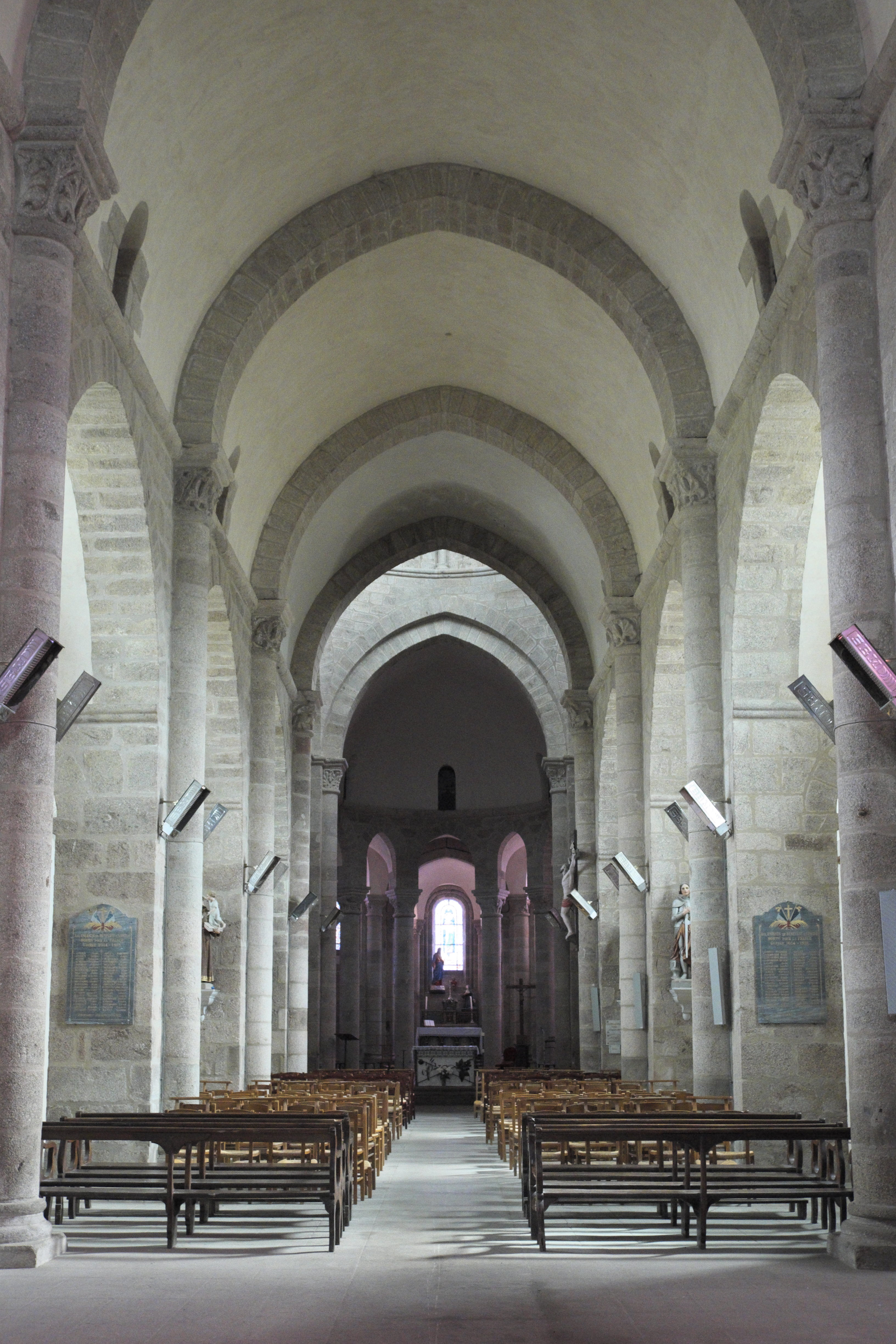
Innenraum
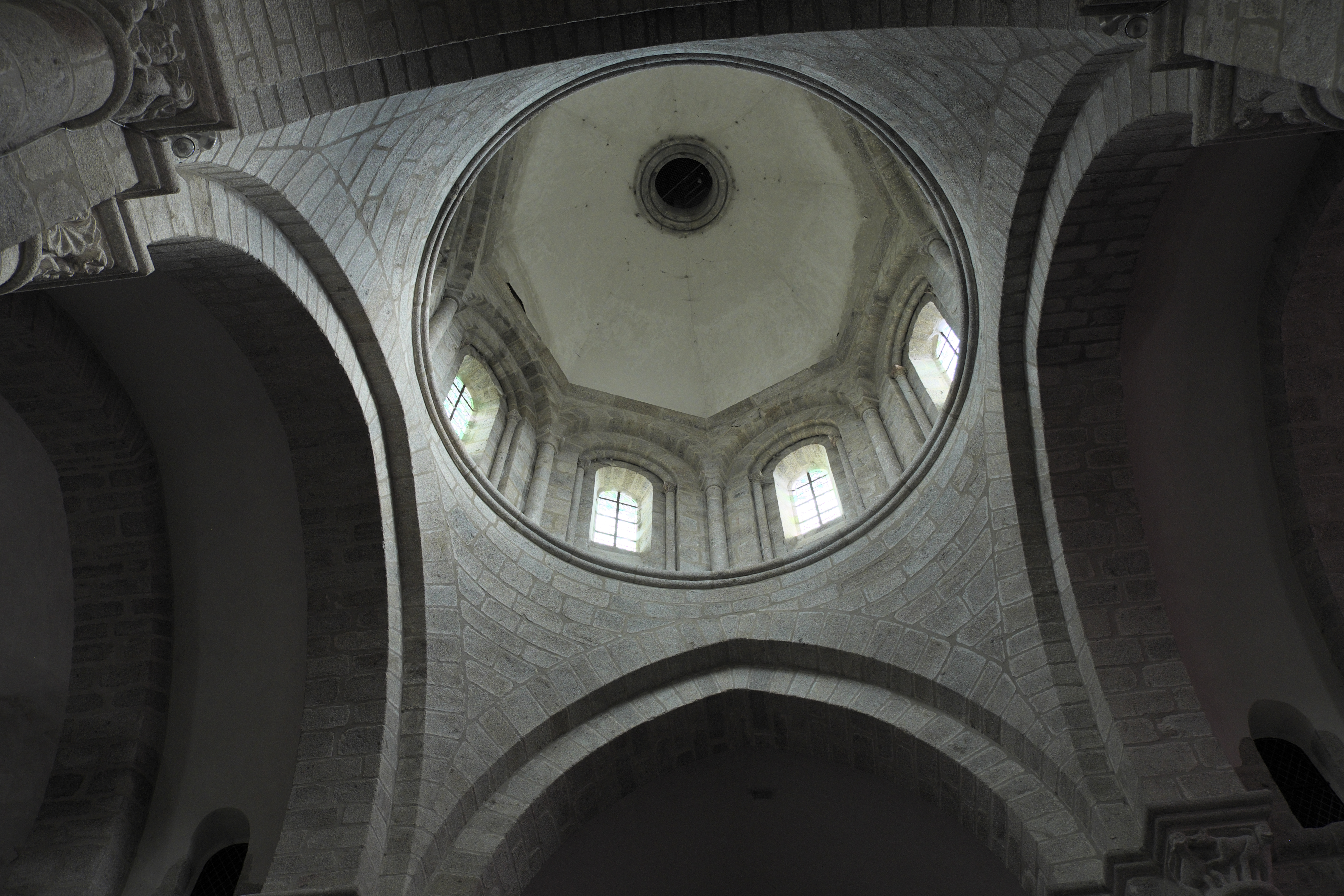
Kuppel über der Vierung
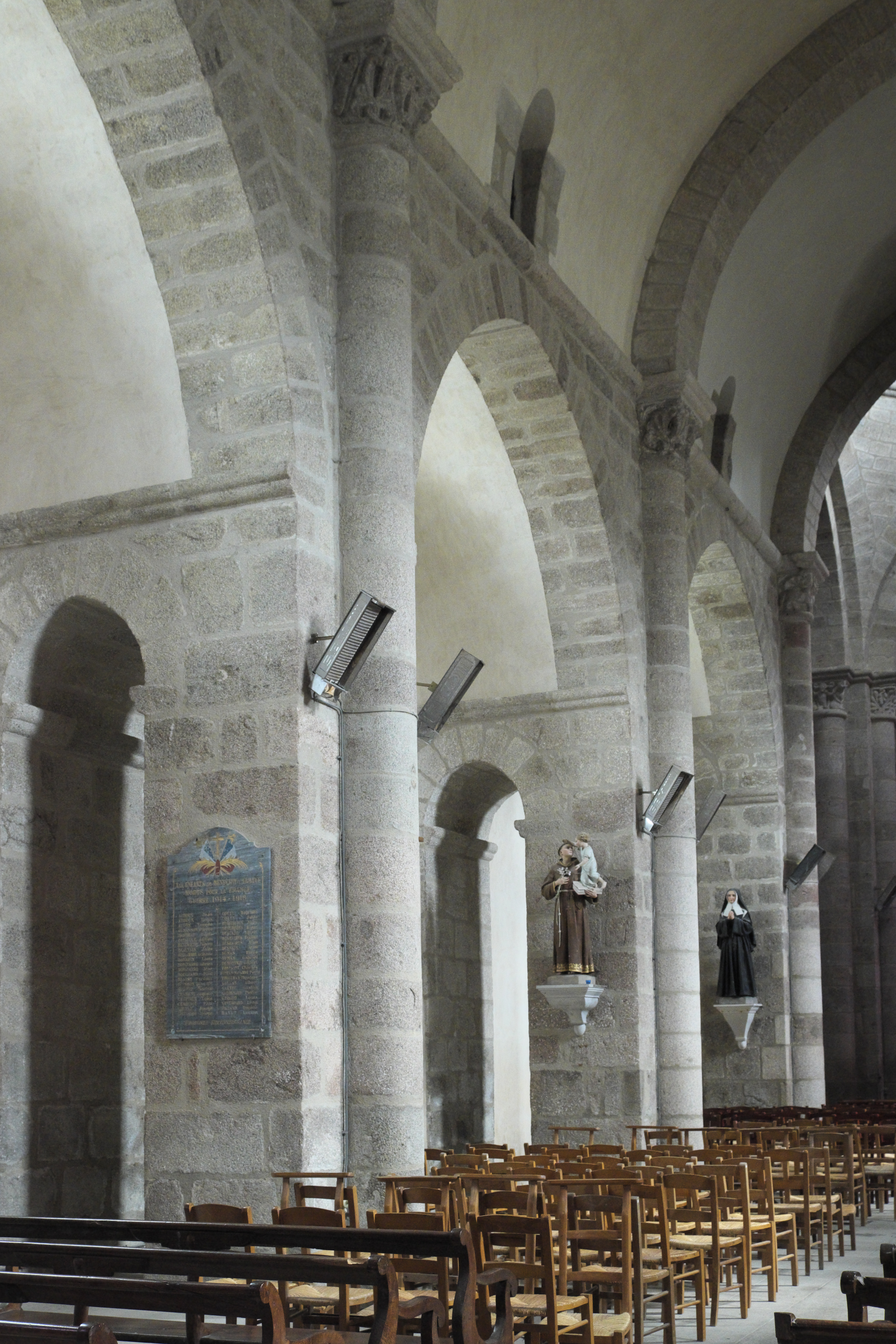
Seitenschiff
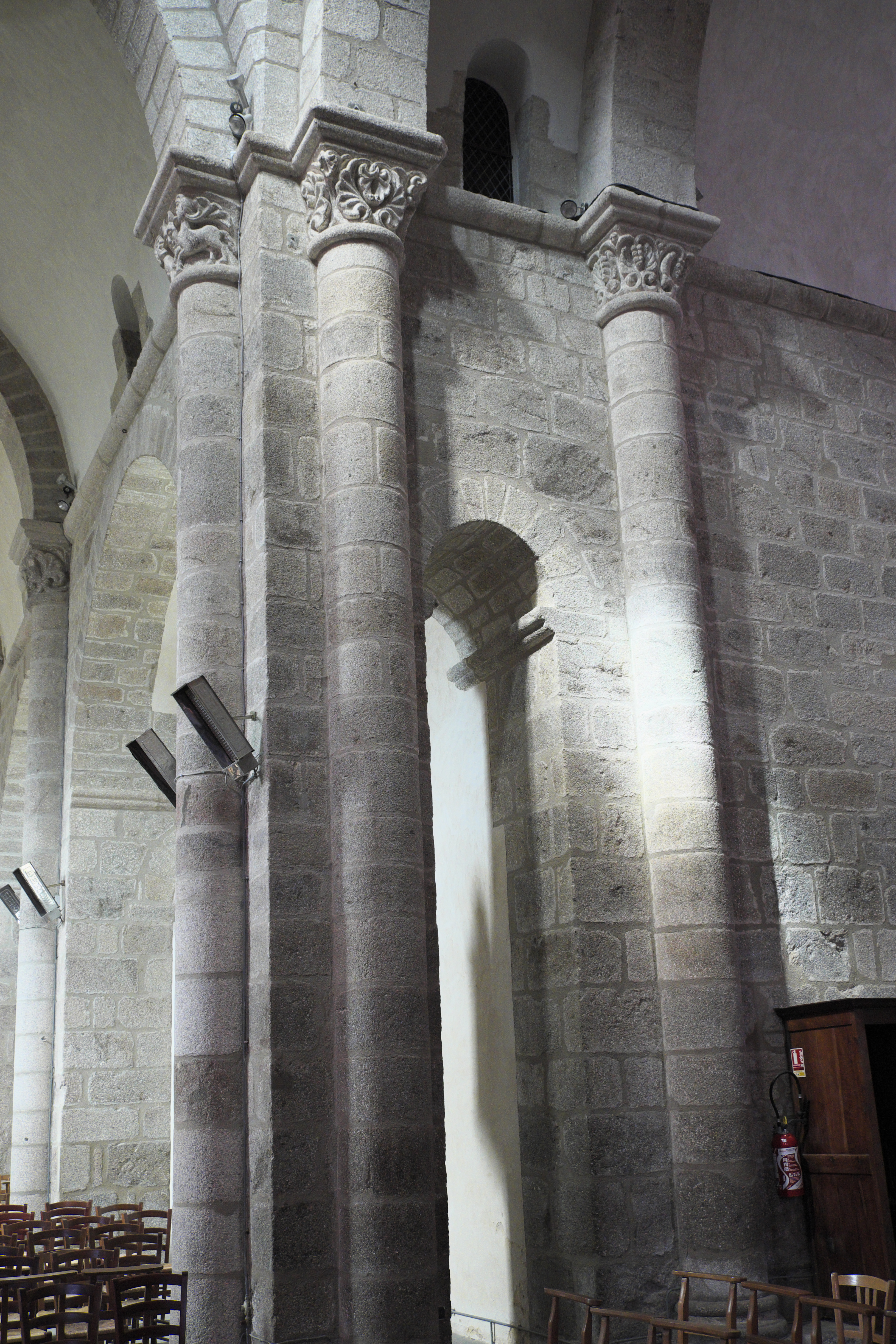
Seitenschiff

### Kapitelle
Die Säulen, die die Gewölbe tragen, sind mit 44 in Granit gemeißelten Kapitellen verziert. Die Kapitelle des Langhauses weisen ausschließlich pflanzliche Motive wie Rankenornamente und Palmetten auf. Die Kapitelle im Chor symbolisieren die Welt der Dämonen und stellen Löwen, Greife, Schlangen und Drachen dar. Auf den Kapitellen der Vierung sind ein bärtiger Atlant, Kentauren und ein Dämon zu sehen.

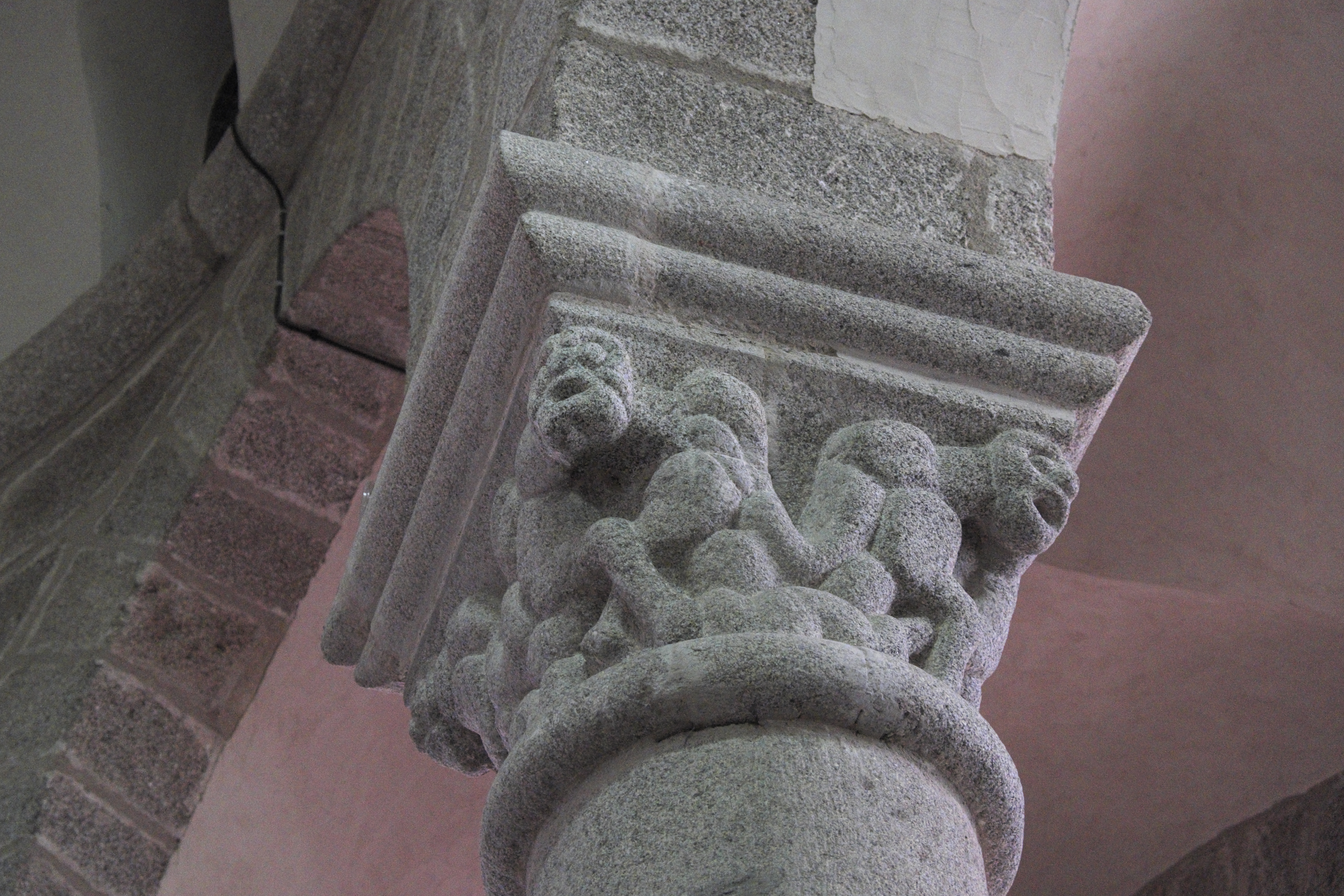
Ungeheuer
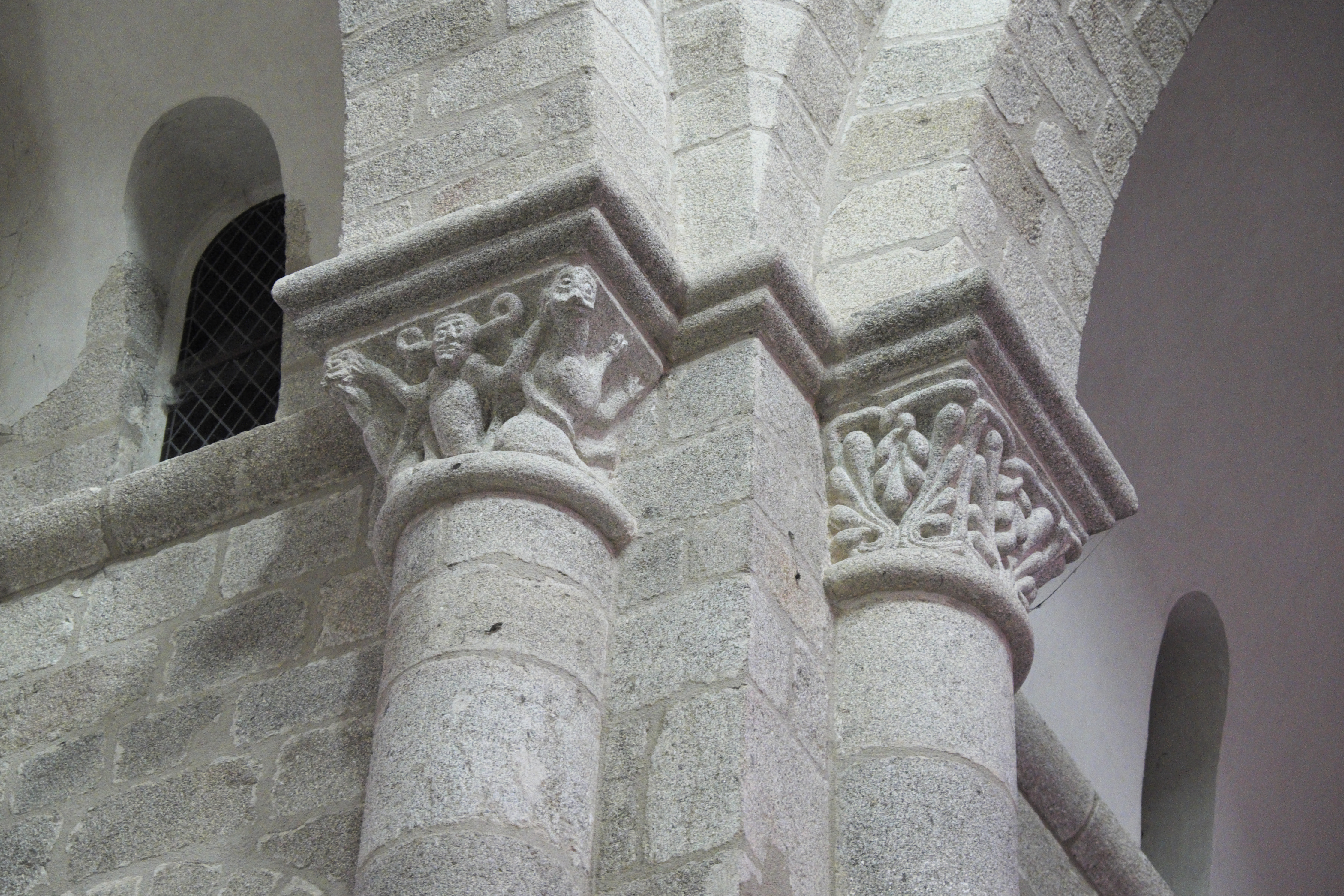
Kapitelle der Vierung
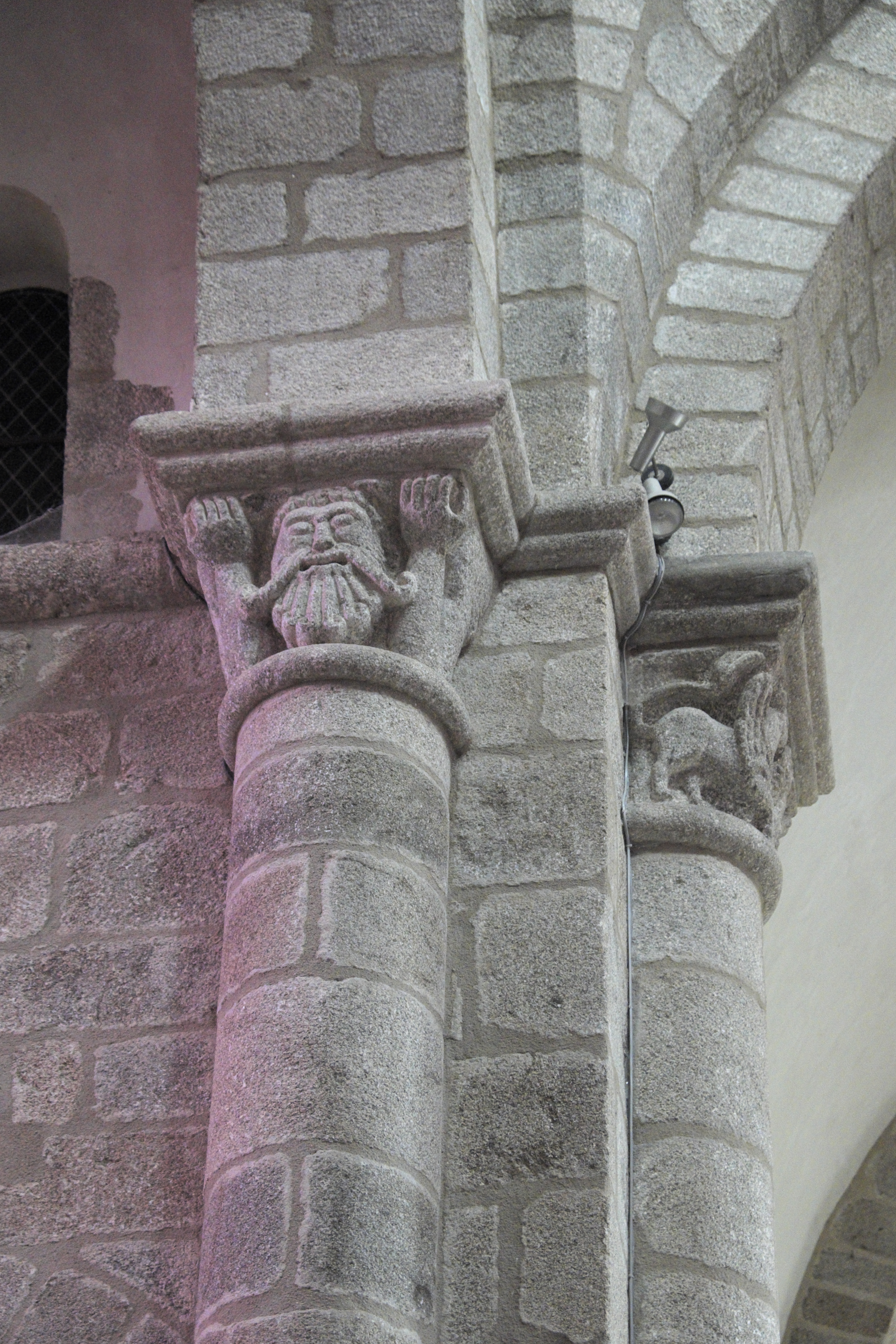
Bärtiger Atlant
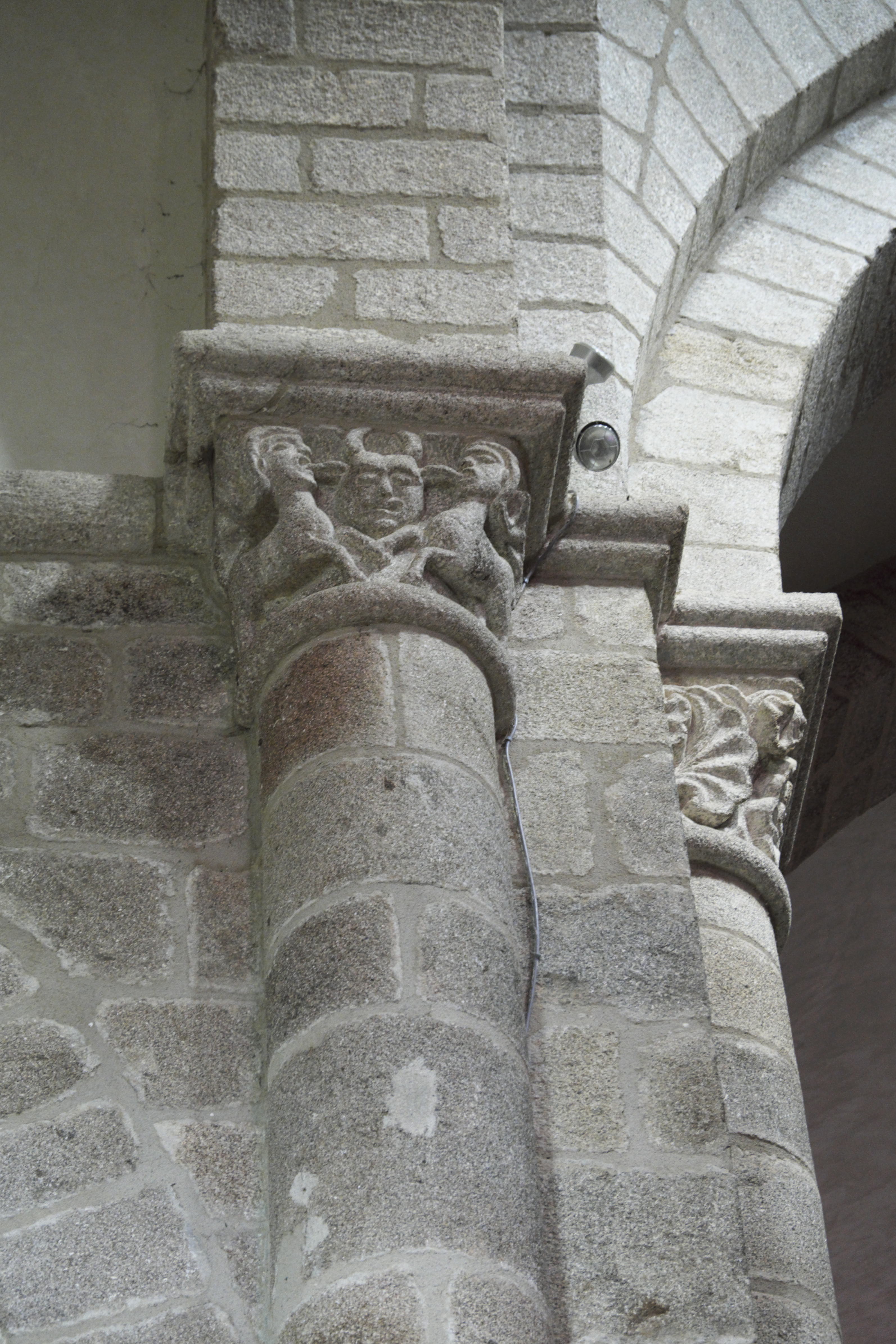
Kentauren und Dämon

## Bleiglasfenster

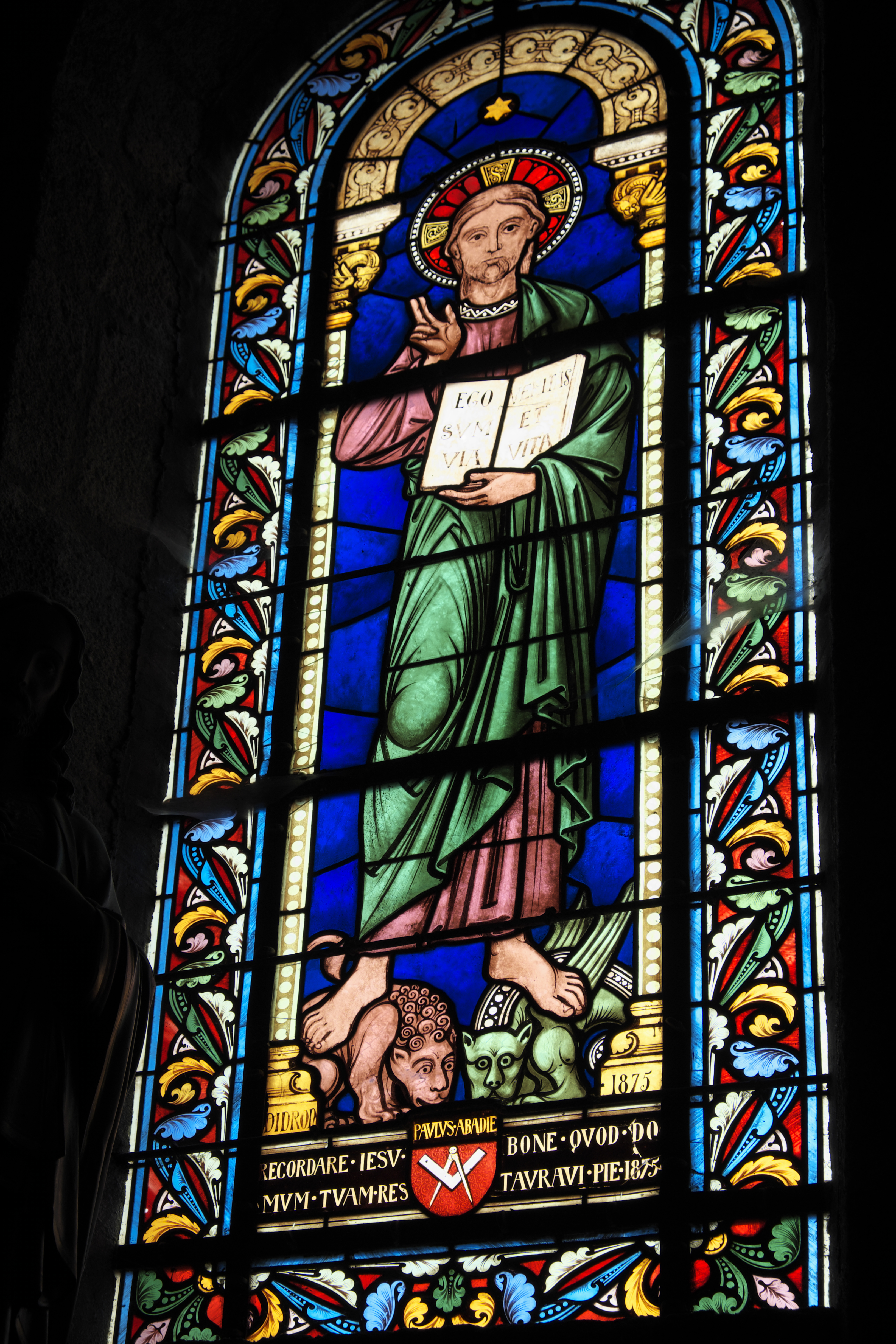
Chorfenster

Die Bleiglasfenster stammen aus dem 19. Jahrhundert. Sie tragen die Signaturen von Henri-Louis-Victor Gesta, dem Atelier Lobin und Édouard Didron, von dem die meisten Fenster ausgeführt wurden. Édouard Didron schuf auch das Chorfenster mit der Darstellung Jesu, der ein geöffnetes Buch in Händen hält, in dem zu lesen ist: „EGO SUM VIA, VERITAS ET VITA“ (Ich bin der Weg, die Wahrheit und das Leben). Das Fenster wurde 1875 von Paul Abadie gestiftet.

## Wandnischengrab

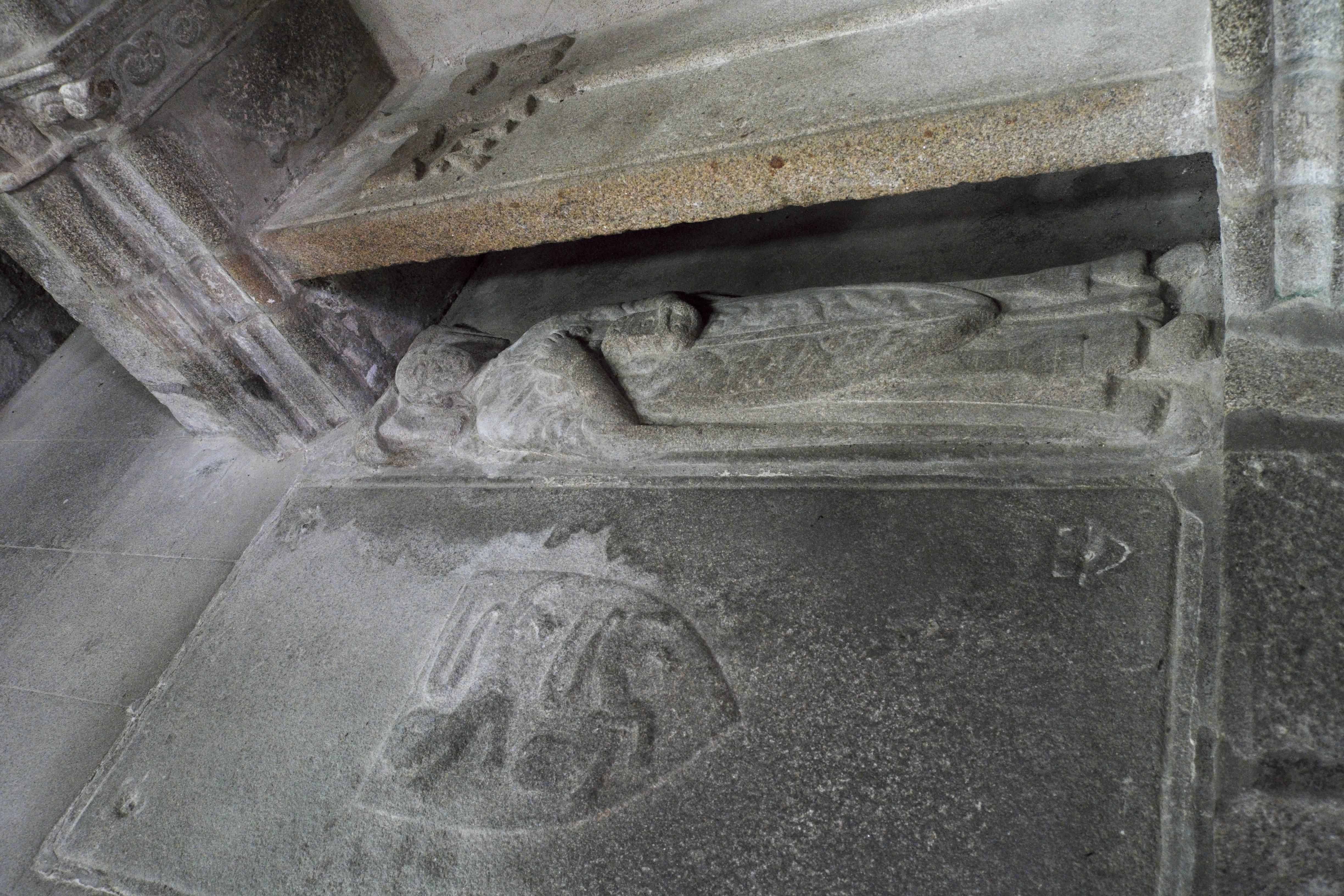
Wandnischengrab

In das Wandnischengrab im nördlichen Querhaus wurden im 13. Jahrhundert die sterblichen Überreste des um 1085 gestorbenen Klostergründers, des Chorherren Humbert (Aubert), überführt. Die Liegefigur am Boden stellt den Verstorbenen mit einem Buch in der linken Hand dar. Auf der Granitplatte darüber sind ein Kreuz und die griechischen Buchstaben Alpha und Omega als Symbol der Ewigkeit eingemeißelt. Am Fuße des Grabes ist der Prior aus der Familie Naillac beigesetzt, der die Überführung des Klostergründers veranlasste. Im Boden ist eine Grabplatte mit seinem Wappen eingelassen, auf dem zwei Löwen dargestellt sind.

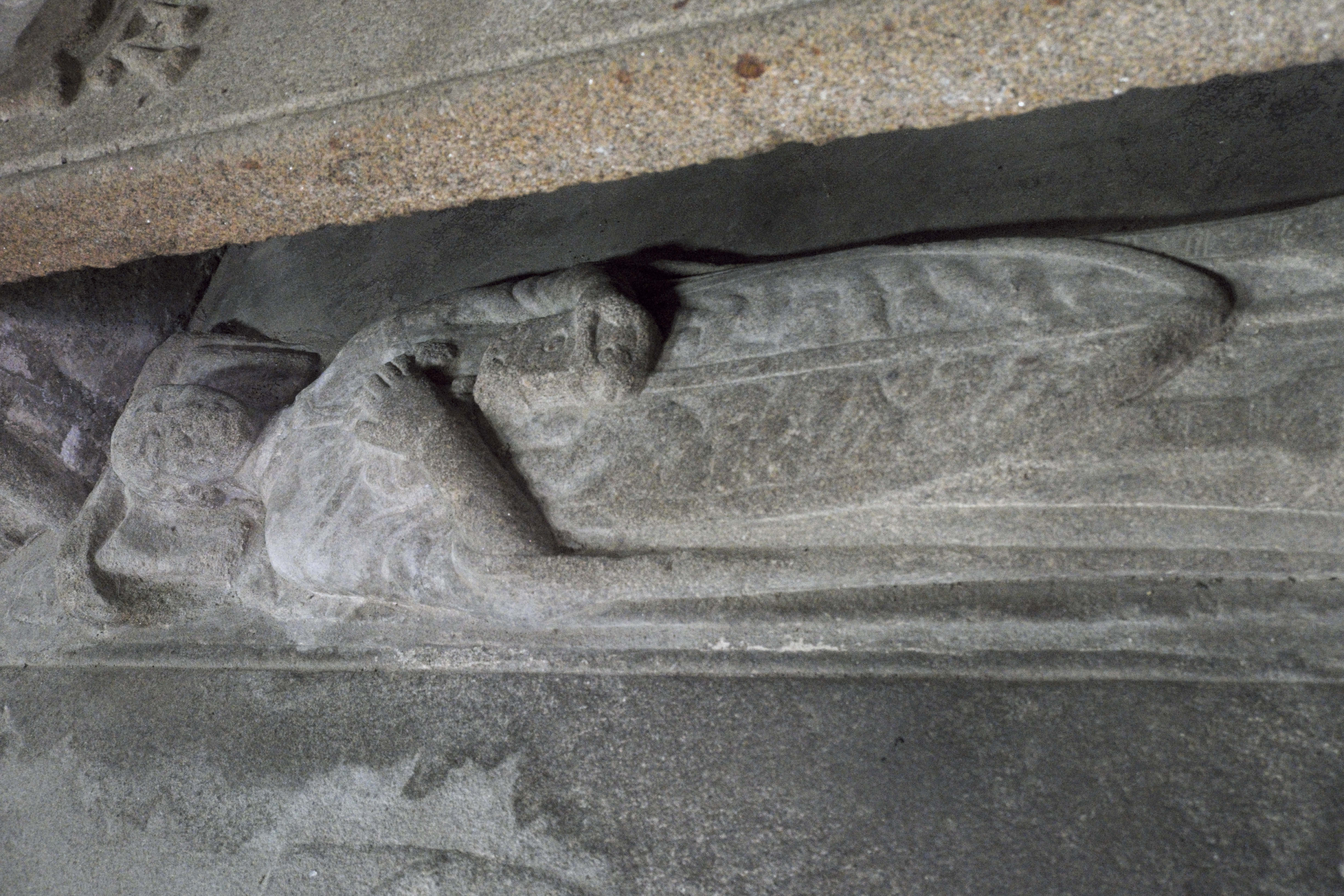
Liegefigur des Chorherren Humbert
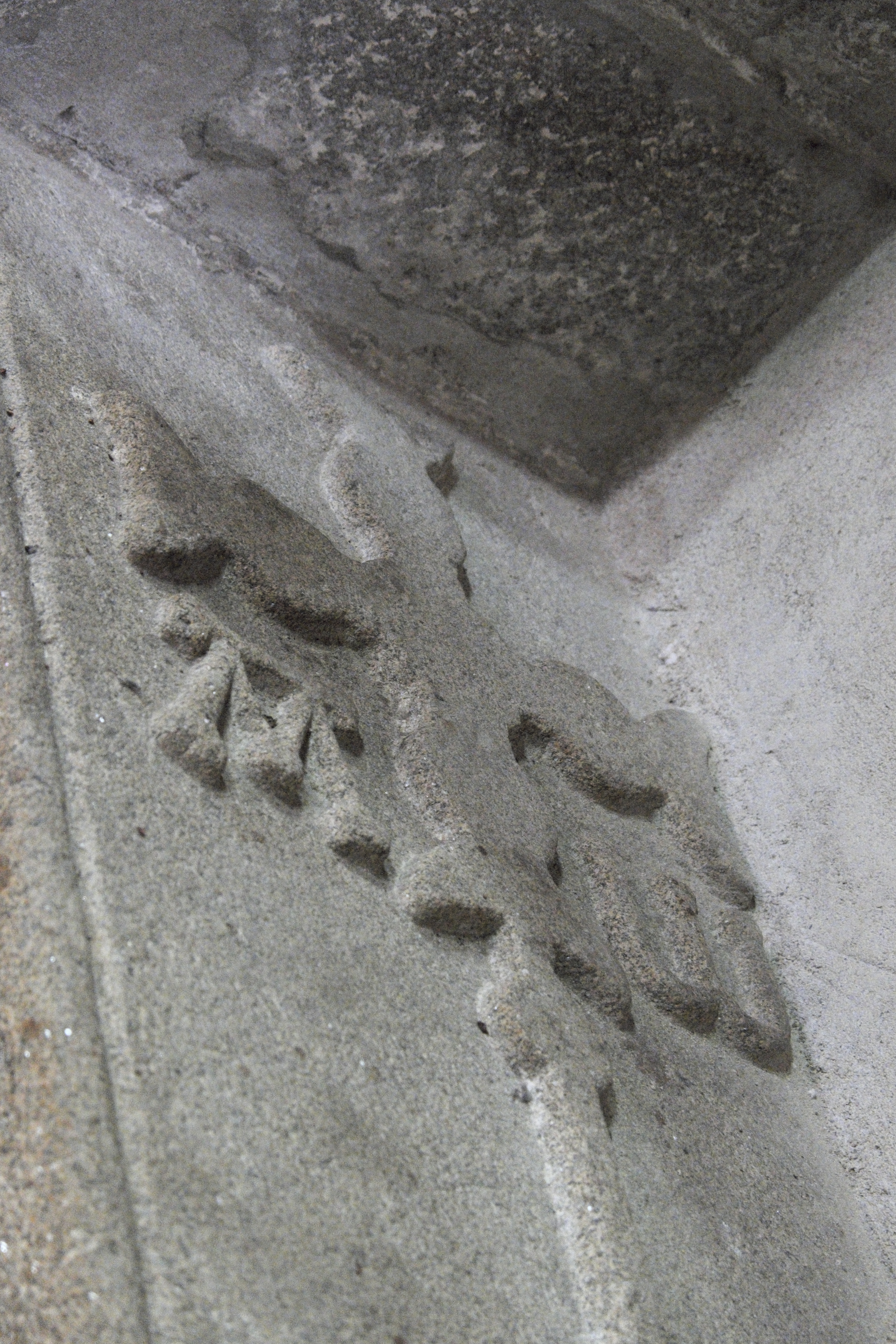
Kreuz mit Alpha und Omega
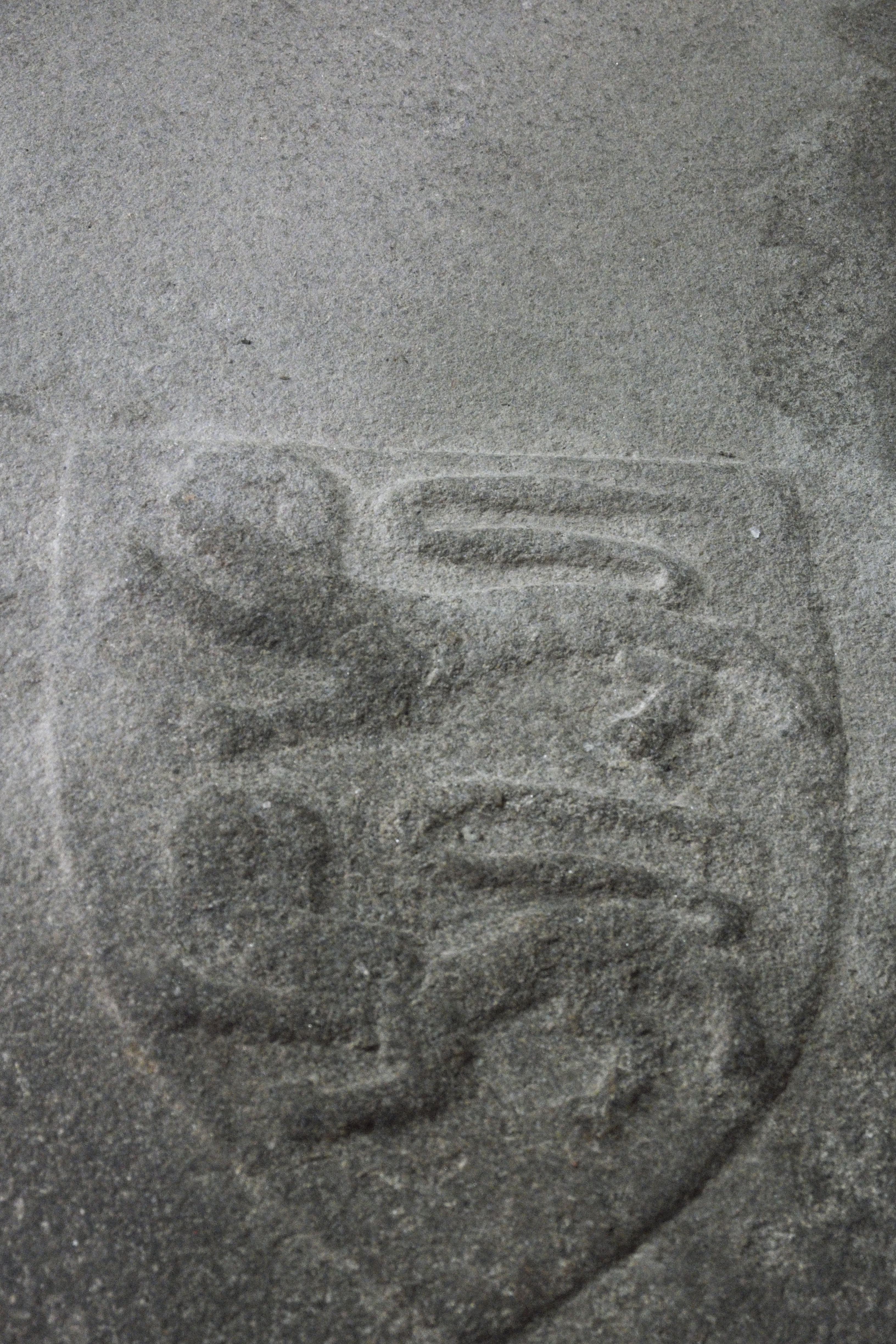
Wappen der Familie Naillac